# 楠田實
楠田 實（くすだ みのる、1924年11月7日 - 2003年9月29日）は、日本の政治評論家、ジャーナリスト。
1967年から1972年まで内閣総理大臣佐藤栄作の首席秘書官を務めたことで知られる。

## 人物

### 政治部記者から佐藤側近へ
鹿児島県出身。戦時中は日本陸軍に入隊し、中国戦線で大陸打通作戦で従軍した。早稲田大学専門部商科に入学し（在学中大学商学部に廃止・改組）、1952年卒業後、産経新聞社に入社した。
政治部配属後は三木武吉、河野一郎の番記者を歴任するが、河野になじむことができず、大蔵大臣（第2次岸内閣）を務める佐藤栄作の番記者に転じ、マスコミを滅多に寄せ付けない言われていた佐藤との間に信頼関係を構築する。その後も総理官邸キャップ、政治部デスクなどを務める傍らで佐藤の寵愛を受けた。
楠田は1964年1月から、ケネディが組織したブレーントラスト・グループに範をとった「佐藤オペレーション（Sオペ）」を組織し、同年7月に行なわれる自由民主党総裁選に佐藤が出馬する際の公約作りを行なった。このグループでの政策検討を通じ、ポスト高度成長・ポスト池田時代を意識した、高度成長の弊害是正をめざす「社会開発」、残された外交課題である「沖縄返還」など、佐藤政権を象徴する政策構想が固められ、「明日へのたたかい」と題して同年6月に発表されることとなった。この総裁選で佐藤が池田に敗れた後も佐藤からの希望でSオペは存続し、1964年11月に佐藤が総理大臣に就任した後も、私的ブレーンとして政策提言や原稿作成を行なうこととなる。

### 首席秘書官
楠田はこの間に政治部次長に昇進していたが、佐藤から秘書官就任の依頼を受け産経新聞を退社、1967年3月1日より大津正の後任として内閣総理大臣秘書官に転じる。政務秘書官としてのマスコミ対策などの通常の業務をこなす一方、学者・評論家などと頻繁に接触し、政策アイディアの収集や、知識人と佐藤との会食・会見の調整に努めた。楠田が頻繁に接触した知識人としては、高坂正堯、山崎正和、永井陽之助、江藤淳などがおり、これは政府に協力・助言する知識人グループを組織するということでは、戦後最初期の事例になった。なお、楠田が総理秘書官に就任して間もない1967年の8月には内閣総理大臣の諮問機関として「沖縄問題懇談会（大濱信泉座長）」が総理府総務長官諮問機関から格上げ設置されており、佐藤時代は政策検討に有識者会議を多用する政治手法が本格化する時代でもあった。
1972年6月の佐藤退任時には、楠田は内閣記者会との調整に失敗し、有名な退任会見での佐藤と内閣記者会の衝突を引き起こすこととなった。楠田自身は、このトラブル発生の遠因には内閣官房長官に田中角栄腹心の竹下登が就任しており、後継総裁に福田赳夫を望み、田中が就任することを望んでいなかった佐藤と、親田中の竹下の間に溝が生まれていたことを主張している。このような角福戦争の影響で、通常、公式会見の調整などにあたる官房長官と総理の間で直接の接触が減じていたことから、楠田が退任会見の調整についての指示を竹下に仲介する役目となり、その中で齟齬が生じたという論理である。一方の当事者である竹下は角福戦争の影響はとくになく、楠田の事務に原因があったとしている。

### 退任後
佐藤内閣退任に伴い、牛尾治朗、黒川紀章らが設立した「社会工学研究所」の理事長などを務め、1976年11月の第34回衆議院議員総選挙に、鹿児島1区から無所属で出馬したが落選した。翌1977年から、総理大臣に着いたばかりの福田赳夫（政治部記者時代から知遇が有った）の下で、新設の内閣調査員（無給）に就任し、スピーチライターなどを務めた。福田退陣後も福田個人やその派閥である清和会とは近く、後継の派閥会長となった安倍晋太郎のスピーチライターなども務めた。
1980年11月からは国際交流基金の非常勤理事を務め、1984年7月より同監事、1991年4月より同常務理事を歴任する。同年新設された日米センターの初代所長に就任し、1994年11月に退任した。その後は楠田政治経済研究所という個人事務所を構え、政治評論を行なった。2000年国際文化交流への貢献により銀杯を授与。晩年の2001年に、総理秘書官時代の日記40冊が『楠田實日記』として公刊された。
2003年9月29日死去。

## 親族
娘は元外交官（駐イタリア公使、駐カナダ公使などを歴任）の楠田かおる。

## 著書
単著　
- 『首席秘書官―佐藤総理との10年間』（文藝春秋, 1975年）
- 『楠田實日記―佐藤栄作総理首席秘書官の二〇〇〇日』（和田純・五百旗頭真編、中央公論新社, 2001年）

　編著
- 『佐藤政権・2797日』（全2巻、行政問題研究所出版局, 1983年）
- 『産経新聞政治部秘史』（講談社, 2001年）